# 4350 Сібетя
4350 Сібетя (4350 Shibecha) — астероїд головного поясу, відкритий 26 жовтня 1989 року.
Тіссеранів параметр щодо Юпітера — 3,336.
Названо на честь міста Сібетя (яп. しべちゃ(標茶) сібетя).